# 德勒伊莱萨米安
德勒伊莱萨米安（法語：Dreuil-lès-Amiens，法語發音：[dʁœj lɛ.z‿amjɛ̃]，意为“亚眠附近的德勒伊”）是法国上法兰西大区索姆省的一个市镇，位于该省中部，亚眠市区以西，属于亚眠区。该市镇2009年时的人口为1,653人。

## 人口
德勒伊莱萨米安人口变化图示
| 数据来源：INSEE |